# Purisme (art)
Pour les articles homonymes, voir purisme.

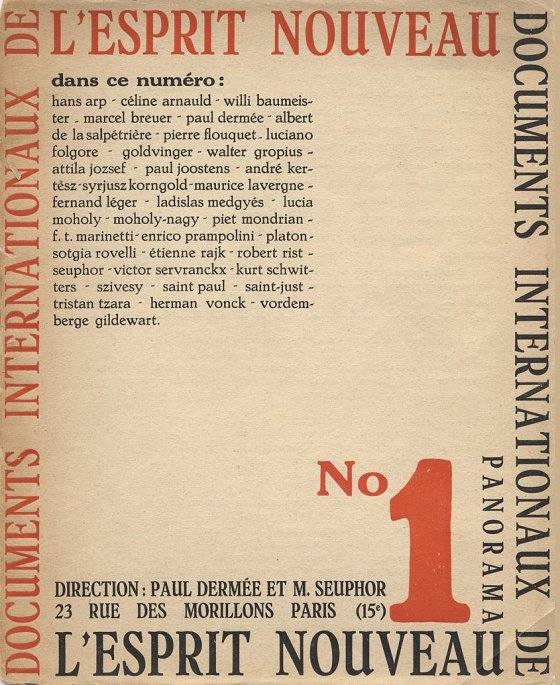
Couverture de l'Esprit Nouveau de 1920

Le purisme est une doctrine esthétique, né d'une critique du cubisme, formulée par Amédée Ozenfant et Le Corbusier, dont le programme a été fait connaître à travers le court essai "Après le Cubisme", publié au lendemain de l'armistice de 1918.